# Lista de filmes portugueses de 1922
Lista de filmes portugueses de longa-metragem lançados comercialmente em Portugal em 1922, nas salas de cinema.
Notas: Na secção coprodução, passando o cursor sobre a bandeira aparecerá o nome do país correspondente.
| # | Filme         | Realização      | Género | Estreia      | Coprodução |
| - | ------------- | --------------- | ------ | ------------ | ---------- |
| 1 | Os Faroleiros | Maurice Mariaud | Drama  | 19 de agosto | —          |